# Calabrische woelmuis
De Calabrische woelmuis (Microtus brachycercus) is een zoogdier uit de familie der hamsters en woelmuisachtigen (Cricetidae). De wetenschappelijke naam van de soort werd voor het eerst geldig gepubliceerd door Lehmann in 1961.

## Voorkomen
De soort komt voor op het Italiaanse schiereiland Calabrië, maar werd ook vastgesteld in de Abruzzenregio van Centraal-Italië. De Calabrische woelmuis komt voor in een verscheidenheid aan biotopen; vooral in cultuurlandschappen met akkers, velden, tuinen en bebouwde gebieden. Wordt niet aangetroffen in hooggebergten, dichte bossen of zeer droge, rotsachtige of natte gebieden.